# 原田慎太郎 (政治家)
原田 慎太郎（はらだ しんたろう、1941年（昭和16年）2月19日 - 2006年（平成18年）4月4日）は、日本の政治家、教育者。福岡県宗像市長（在任：2000年5月29日 - 2003年3月31日、2003年4月27日 - 2006年4月4日）。

## 来歴
福岡教育大学卒。小学校教諭、宗像市教育長などを経て、2000年5月21日に宗像市長選挙で初当選。2003年4月1日に玄海町と合併し、新たに宗像市になった際の宗像市長選挙にも当選し、新・宗像市の初代市長となった。
2006年視察先の中国・南京で倒れ収容先の病院で死去した。